# Dannato vivere (singolo)
Dannato vivere è il quarto singolo dei Negrita estratto dall'album Dannato vivere pubblicato il 25 ottobre 2011. Il singolo è stato distribuito l'28 marzo 2012 in tutte le radio ufficiali italiane, mentre il video è stato pubblicato l'11 aprile 2012.

## Il singolo
Dopo il successo del secondo singolo singolo Il giorno delle verità il giorno 28 marzo 2012 viene lanciato come terzo singolo la canzone che prende il titolo dall'album Dannato Vivere ed ottiene un discreto successo.

## Video
Il video del singolo Dannato vivere è stato pubblicato il giorno 11 aprile 2012, ma le riprese si sono svolte il 2 aprile dello stesso anno. Il video è stato girato in un Hotel di Milano e vede Pau alle prese con uno stravagante risveglio. Insieme a lui, i membri della band che cantano e ballano. Anche per questo video continua il sodalizio con il regista e produttore Paolo Soravia.

## Tracce
1. Dannato Vivere – 4:11 (Fabrizio Barbacci, Paolo Bruni, Enrico Salvi, Cesare Petricich)

## Formazione
- Paolo "Pau" Bruni - voce
- Enrico "Drigo" Salvi - chitarra e voce
- Cesare "Mac" Petricich - chitarra
- Franco "Franky" Li Causi - basso
- Cristiano Dalla Pellegrina - percussioni